# Salvador José Mañer
Salvador José Mañer (Cádiz, 1676 - Monasterio de la Breña, Alanís, Sevilla, 21 de marzo de 1751) fue un periodista y escritor español, impugnador del novator Benito Jerónimo Feijoo. 

## Biografía
Fue bautizado el 13 de junio. Pasó a Caracas siendo aún muy joven, pero no hizo fortuna, porque se dedicó más a estudiar que a comerciar. Durante la Guerra de Sucesión padeció alguna persecución a causa de un papel político anónimo que se le atribuyó. Se mantuvo en la Corte gracias a la protección del ministro José Patiño, quien, lector y admirador de su Sistema político de la Europa, publicado anónimamente, mandó buscarlo e identificarlo y le dio el empleo de Visitador de las fábricas de Madrid y sus cercanías y un moderado sueldo entre los quinientos y seiscientos ducados, gracias al cual pudo dedicarse a la escritura. 
Leyendo las obras de Feijoo y criticándolas en la Tertulia de la Biblioteca Real, decidió impugnar sus errores más seriamente escribiendo un Antiteatro Crítico que empezó a salir a principios de 1729, tres años después de publicado el primer tomo del Teatro; Mañer demostró en esta labor gran erudición. Feijoo contestó con su Ilustración Apologética; en 1731 publicó Mañer su impugnación al tercer tomo del Teatro Crítico, y la Réplica satisfactoria a la Ilustración Apologética, pretendiendo notar a su adversario nada menos que novecientos noventa y ocho errores a cambio de los cuatrocientos que había hallado a su vez Feijoo en el Antiteatro. En 1734 publicó Mañer su Crisol Crítico, replicando en dos tomos a la Demostración Crítica que escribió el padre Martín Sarmiento en defensa de su compañero de orden benedictino. Pasada la disputa fue en lo sucesivo, sin embargo, uno de los veneradores de Feijoo. 
Se le debe además la creación de uno de los primeros periódicos españoles importantes, el Mercurio Histórico y Político (1738 - 1745) y gran número de traducciones, que fueron atacadas por los puristas. Se retiró al hospital general de Madrid el 22 de febrero de 1745, pero tuvo diferencias con su administrador y publicó al respecto un Manifiesto impreso; dejó la residencia del hospital en 6 de abril de 1749 y poco después la corte. Fijó su residencia seglar en el monasterio basílico de la Breña o del Tardón y en el falleció el 21 de marzo de 1751, a los setenta y cinco años.
Escribió además biografías, como la del aventurero Ripperdá, y empleó a veces los pseudónimos de M. Le Margne y Álvaro Menards.

## Obras

### Publicadas
- Ortografía española (1730).
- Historia crítica de la Pasión de nuestro señor Jesucristo en verso con notas históricas y críticas.
- Ronquillo, defendido contra el error, que lo cree condenado, (Córdoba, 1727; se hicieron dos impresiones en Madrid hasta el año de 1740).
- Repaso general de todos los escritos de Torres, (Madrid 1728).
- Belerefonte literario: réplica a una respuesta del antecedente (Madrid 1729).
- Disertación crítica histórica sobre el Juicio universal: donde por incidencia trata de los mil años literalmente entendidos del reino de Jesucristo en la tierra, que han de preceder al Juicio universal (Madrid, Imprenta del Reino, 1741).
- Defensa de la precedente Disertación contra la impugnación de un docto anónimo
- Sistema político de la Europa Publicada anónima, se hicieron tres reimpresiones en un mes y le valió la protección de José Patiño, que hizo vivas diligencias para saber quién era su autor. De ella se hizo una traducción al portugués, Systema politico da Europa, dialogo entre hum francez, e hum alemam, sobre as disposiçoens, e interesses dos principes na presente guerra, por Monsieur Margne, traduzida da lingua hespanhola na Portugueza por Luiz Joseph Correa, Lisboa Occidental: Na Officina de Joseph Antonio da Sylva, 1734.
- El Arbitro Suizo.
- Historia del Príncipe Eugenio de Saboya.
- Novela histórica del Conde Teckeli.
- Vida de Thamas Kulikan.
- Vida del Duque de Riperdá, dos vols.
- El famoso Hombre marino.
- Antiteatro Crítico. Impugnación al teatro crítico del P. Feijoo, cinco tomos en 4º. Salieron en 7 de junio de 1729 y 7 de agosto de 1731 y 1734.
- (El Manifiesto contra el Administrador del hospital general de Madrid, don Luis Mergelina).

### Inéditas
- Triunfo de la religión cristiana, y su verdadera Iglesia Romana.
- Explicación nueva de muchos lugares de la sagrada Escritura, que pretende no estar bien ilustrados por falta de luces de la física y ciencias naturales.
- Historia de los Soberanos del mundo.
- Colección de la Bula de Oro, con notas, Madrid, 1745.

- Datos: Q7406419
- Textos: Autor:Salvador José Mañez